# 분데스타크역
분데스타크역(U-Bahnhof Bundestag)은 베를린 미테구 티어가르텐에 있는 U5의 역이다. 2009년 8월 8일 U55의 역으로 개통했고, 2020년 12월 4일 U5에 편입되었다. 파울뢰베하우스(Paul-Löbe-Haus) 앞에 역이 있으며, 국가의회 의사당은 남서쪽으로 떨어져 있다.
바닥면적은 3000 m²이며 구조물 높이는 8 m이다. 비대칭형으로 설치된 기둥으로 지지되고 있다. 역사 마감은 노출 콘크리트를 사용하여 별도의 마감재가 설치되어 있지 않다. 역 지하는 자연 채광이 가능하다. 계단 외에도 엘리베이터가 설치되어 있다.

## 역사

### 건설
1994년 티어가르텐 터널 건설 당시 향후 지하철을 건설할 수 있는 선시공부가 같이 건설되었다. 당시 계획된 역명은 라이히스타크(Reichstag)역이었으며, 연방 총리실을 설계한 악셀 슐테스(Axel Schultes)가 설계했다.
계획 단계에서 역명이 여럿 존재했다. 극초반에는 플라츠 데어 레푸블리크(Platz der Republik)역으로 계획되었다. 착공 이후 라이히스타크역으로 개칭되었고, 2006년까지는 출판물에서도 사용되었다. 2006년에는 독일 하원에서 독일의 하원은 더 이상 라이히스타크가 아닌 분데스타크라고 불리고 있으며, 역사 위치가 의사당 바로 앞이 아닌 파울뢰베하우스 앞이기 때문에 분데스타크(Bundestag) 또는 도이처 분데스타크(Deutscher Bundestag) 둘 중 하나의 명칭을 사용해 달라고 요청했다.
베를린의 재정난으로 인하여 중앙역-브란덴부르거 토어역 구간 공사가 중단되었으나, 연방 정부에서 건설 비용을 회수한다는 방침이 내려오자 공사가 다시 진행되었다. 브란덴부르거 토어역 일대의 지반으로 인하여 지하철역 건설이 지연되면서 2009년에야 개통할 수 있었으며, 중앙역과 분데스타크역은 이전에 완공되어 있었다.
역 바로 위쪽 연방 총리실과 파울뢰베하우스 사이에는 뷔르거포룸(Bürgerforum) 건설이 예정되어 있었다. 일부 출입구는 향후 뷔르거포룸 건설 시 건물 내로 향하는 출입구로 사용될 수 있도록 설계되었으나, 건물이 건설되지는 않았고 해당 부지는 도로로 전용되었다.

### 임시 사용

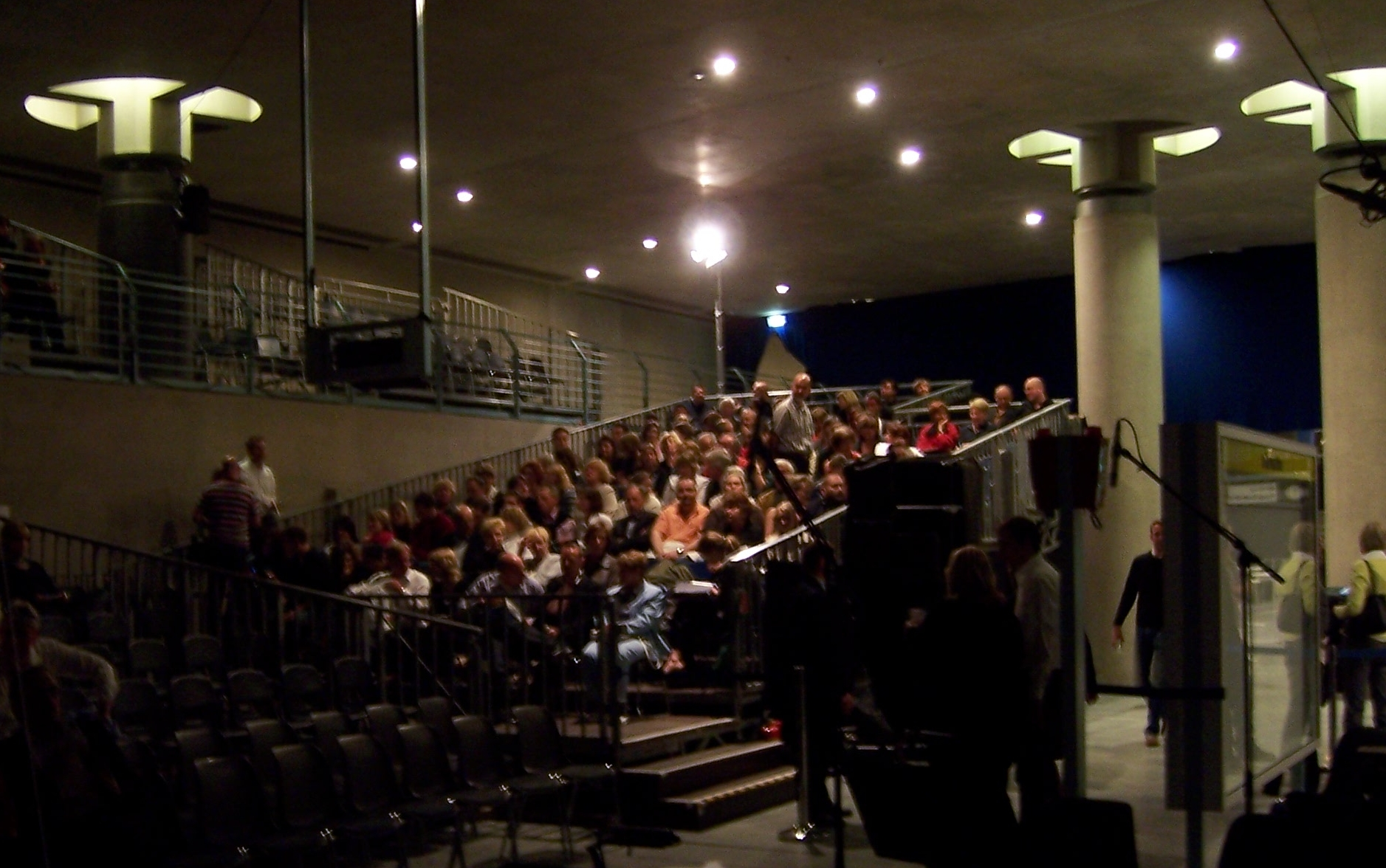
공연, 2008년

공사 중단 시기에도 분데스타크역의 구조물 자체는 완성되어 있기 때문에 행사 및 영화 촬영용으로 사용되었다.
노이쾰너 오퍼(Neuköllner Oper)에서 제작한 앙겔라 메르켈을 주제로 한 희극 《Angela. Eine Nationaloper》(2002년)의 초연이 열렸다. 2003년에는 《니모를 찾아서》 독일 초연 행사의 일부로 로버트 윌리엄스가 미니기그를 진행했다. 2004년에는 독일 최초 고카트 경주 대회가 역에 설치된 640 m 주로에서 진행되었다.
《레지던트 이블》(2002년) 및 《이퀼리브리엄》(2002년), 《이온 플럭스》(2005년)의 촬영지로 사용되었다. 2008년 4월과 5월에는 크리스토프 하겔(Christoph Hagel) 지휘 모차르트의 오페라 마술 피리 공연이 진행되었다.
2008년 10월 15일부터 11월 16일까지는 대형 강입자 충돌기(LHC) 및 독일의 프로젝트 참여분에 대한 전시가 진행되었다.

### 개통
2009년 중반에 브란덴부르거 토어역이 개통되면서 2009년 세계 육상 선수권 대회를 대비하여 2009년 8월 8일부터 중앙역-브란덴부르거 토어역 3개 역을 운행하는 셔틀 노선의 운행이 시작되었다. 개통 당시에는 단선으로만 열차가 운행했으며, U5 노선과 연결된 후에 복선 운행이 시작되었다.

## 인접 철도역
| 베를린 지하철 5호선 | 베를린 지하철 5호선 | 베를린 지하철 5호선         |
| ------------------- | ------------------- | --------------------------- |
| 중앙역 방면         | U5                  | 브란덴부르거 토어 회노 방면 |